# 白姬抄
《白姬抄》（日语：白姬抄）是日本漫畫團體CLAMP所創作的短篇漫畫集。除了序和終外，共有三個故事。全篇用毛筆繪成。

## 劇情簡介
「白姬」是掌管雪的女神，而雪則是白姬留下的眼淚。在每個下雪的日子都會發生令人悲傷的故事。《白姬抄》共收錄三則短篇故事，藉由紛飛的雪片牽引出每個人心中深藏的悲傷，於是白姬說：「雪不是她的眼淚，而是人類落下的悲傷淚水。」

## 篇章
- 序
- 第1話 牙狼山
- 第2話 冰之花
- 第3話 比翼鳥
- 終

## 出版書籍
| 格式   | 出版社   | 出版日期       | ISBN                   |
| ------ | -------- | -------------- | ---------------------- |
| 單行本 | 光文社   | 1992年6月10日  | ISBN 978-4-33-480161-8 |
| 新裝版 | 角川書店 | 2001年8月1日   | ISBN 978-4-04-853393-5 |
| 平裝書 | 台灣角川 | 2001年12月31日 | ISBN 978-986-799-304-5 |

## 外部連結
- CLAMP-NET.COM （页面存档备份，存于）